# Мишиев, Ягутил Израилович
Ягутил Израилович Мишиев (ивр. יאגוטיל מישייב‎; 29 марта 1927, Красная Слобода, Азербайджанская ССР — 2 апреля 2024, Ришон-ле-Цион, Израиль) — советский публицист, автор книг об истории Дербента. Заслуженный учитель Республики Дагестана и Российской Федерации.

## Биография
Ягутил Мишиев родился 29 марта 1927 года в Красной Слободе. В 1943 году он окончил школу. Из-за нехватки педагогов он был отправлен на курсы учителей. В сентябре того же года, 16-летним, он начал преподавать в школе. В 1944 году окончил педагогическое училище в городе Губа, Азербайджан. В 1945 году, продолжая работать в школе, он заочно учился в педагогическом институте на математическом отделении. В 1947 году, окончив Кубинский учительский институт в Азербайджане, он получил диплом учителя физики и математики.
С 1943 по 1951 год он активно помогал поселковому совету Кубы по подготовке документации для награждения медалью «За доблестный труд в период Великой Отечественной войны 1941—1945 гг.» тех, кто работал на трудовом фронте во время второй мировой войны. В 1946 году по поручению Кубинского райвоенкомата он ездил по сёлам района и вёл учёт участников войны для награждения медалью «За победу в Великой Отечественной войне 1941—1945 гг.».
В 1951 году семья Мишиева переехала жить в город Дербент, Дагестанская Автономная Советская Социалистическая Республика. С 1954 года Ягутил Мишиев работал учителем математики в вечерней школе рабочей молодёжи № 1. В 1963 году окончил Дагестанский государственный педагогический институт по специальности «преподаватель математики». С 1952 по 1968 год Мишиев работал директором краеведческого музея. За этот период он собрал много уникальных материалов по истории города. С 1976 по 1991 год Мишиев работал директором средней школы № 11 в городе Дербенте. С 1991 по 1997 год работал главным специалистом в городском управлении образования.
Начиная с 1997 года, Мишиев проживал в городе Ришон-ле-Цион, Израиль. В Израиле Ягутил Мишиев написал несколько книг об истории и исторических архитектурных памятниках города Дербента. Названия его книг: «Дорога длиною в пять тысяч лет» и «Дербент и мировая цивилизация». Книги о исторических событиях в городе Дербенте за период в 5000 лет. Кроме того, он написал «Русско-английский словарь математических терминов». Эта работа была написана для школьников, студентов, учителей и родителей. «Наши корни» — это генеалогические исследования Ягутила Мишиева о своей семье. Его последняя книга, «Только память не стареет», была посвящена истории еврейской цивилизации.
Умер 2 апреля 2024 года после тяжёлой и продолжительной болезни в Ришон-ле-Ционе в возрасте 97 лет.

## Краеведческий музей
В 1952 году комиссия министерства культуры России распорядилась о закрытии Дербентского краеведческого музея, считая, что экспонаты не отвечали минимальным требованиям для конкретного исторического периода. Рекомендации были сделаны для определённых изменений, после чего музей мог бы вновь функционировать. Была необходимость в новом руководстве музея.
Городской отдел культуры города Дербента назначил Мишиева директором музея. Мишиев начал создавать новую экспозицию. В 1953 году музей был вновь открыт для публики. Работая в течение многих лет директором музея, Мишиев путешествовал по Дербентскому району, чтобы собрать уникальные материалы и информацию об истории города. Он изучал архивы города Дербента, Республиканского краеведческого музея Дагестана в г. Махачкале, а также в Музее истории Азербайджана в г. Баку. Вскоре учёные Дагестана, Академия наук СССР и Академия наук Азербайджана начали обращаться к нему по тем или иным вопросам, связанным с музеем. Во второй половине 50-х годов музей начал вести пропаганду по просвещению людей об историческом прошлом города Дербента. Ягутил Мишиев проводил лекции и регулярно появлялся со своими материалами на страницах городской газеты «Знамя Коммунизма», а также в районной газете «Ленинчи», на азербайджанском языке.

## Книги
- Словарь

1. «Русско-Английский Словарь Математических Терминов» — 1999 г.[10]

- Исторические событие в Дербенте в течение целой исторической эпохи — 5000 лет

1. «Дорога длиною в пять тысяч лет» — 2002 г. ISBN 9785914620469, ISBN 9781684891924, OCLC 1298898981[11][12]
2. «Дербент и мировая цивилизация» — 2005 г. ISBN 9785914620452, OCLC 1313562533[9]

- История корней семьи Я. И. Мишиевых

1. «Наши корни» — 2008 г.[1]

- История еврейской цивилизации

1. «Только память не стареет» — 2014 г. ISBN 9785914620476, OCLC 1256585472[6]
2. «Горские евреи» (2022) ISBN 9785914626506, OCLC 1353608331[13]

## Статьи
- Советская историческая энциклопедия — «Дербент»[14][15]
- Журнал НОВЫЙ РУБЕЖ — «Воспоминания о прошлом, о жизни предков — наш долг!»[16]
- 60—70 годы статьи в газете «Знамя Коммунизма» — преемница газеты «Дербентские новости» о памятников истории Дербента.

## Книжная галерея

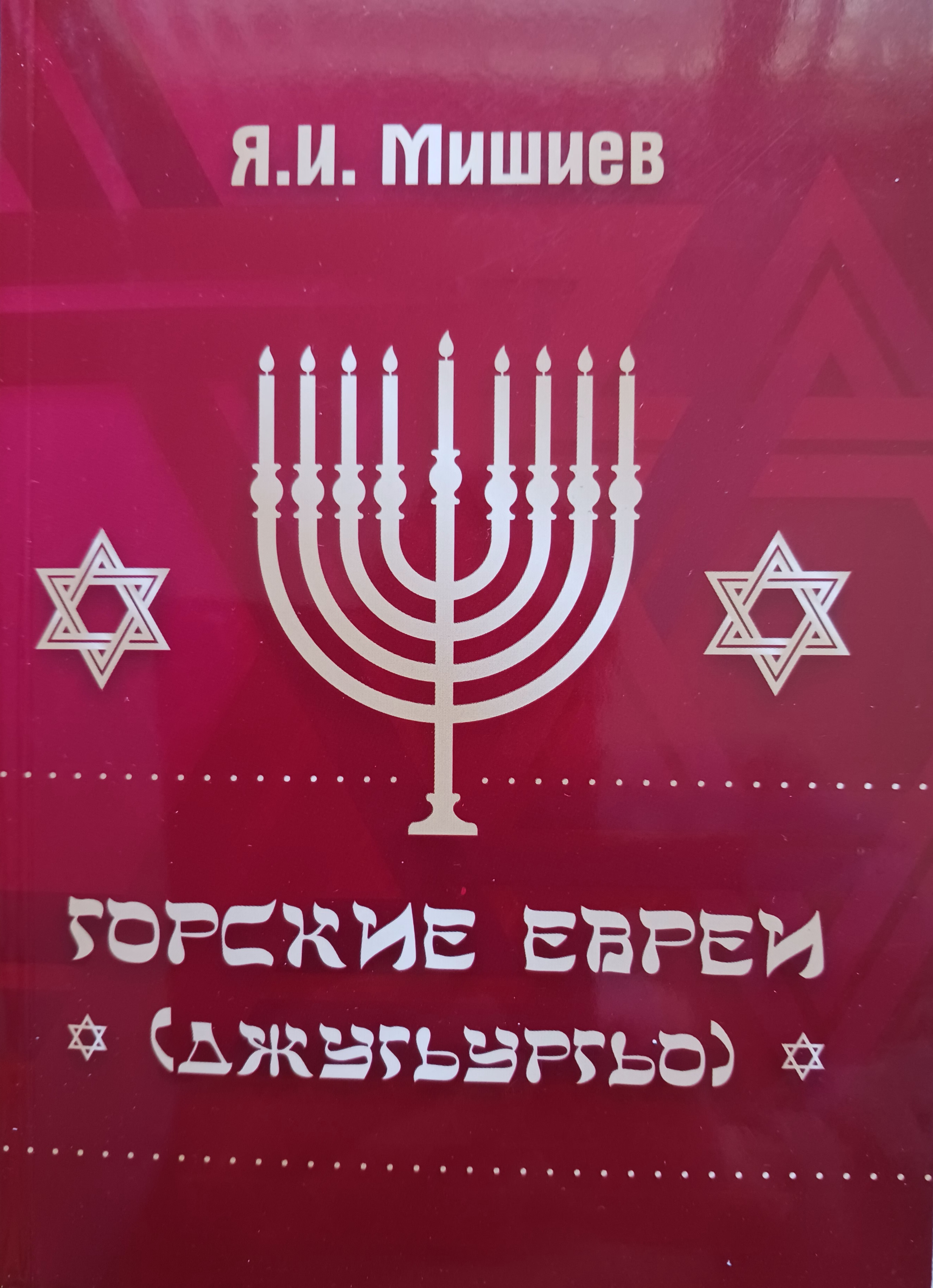
Горские евреи (2022)
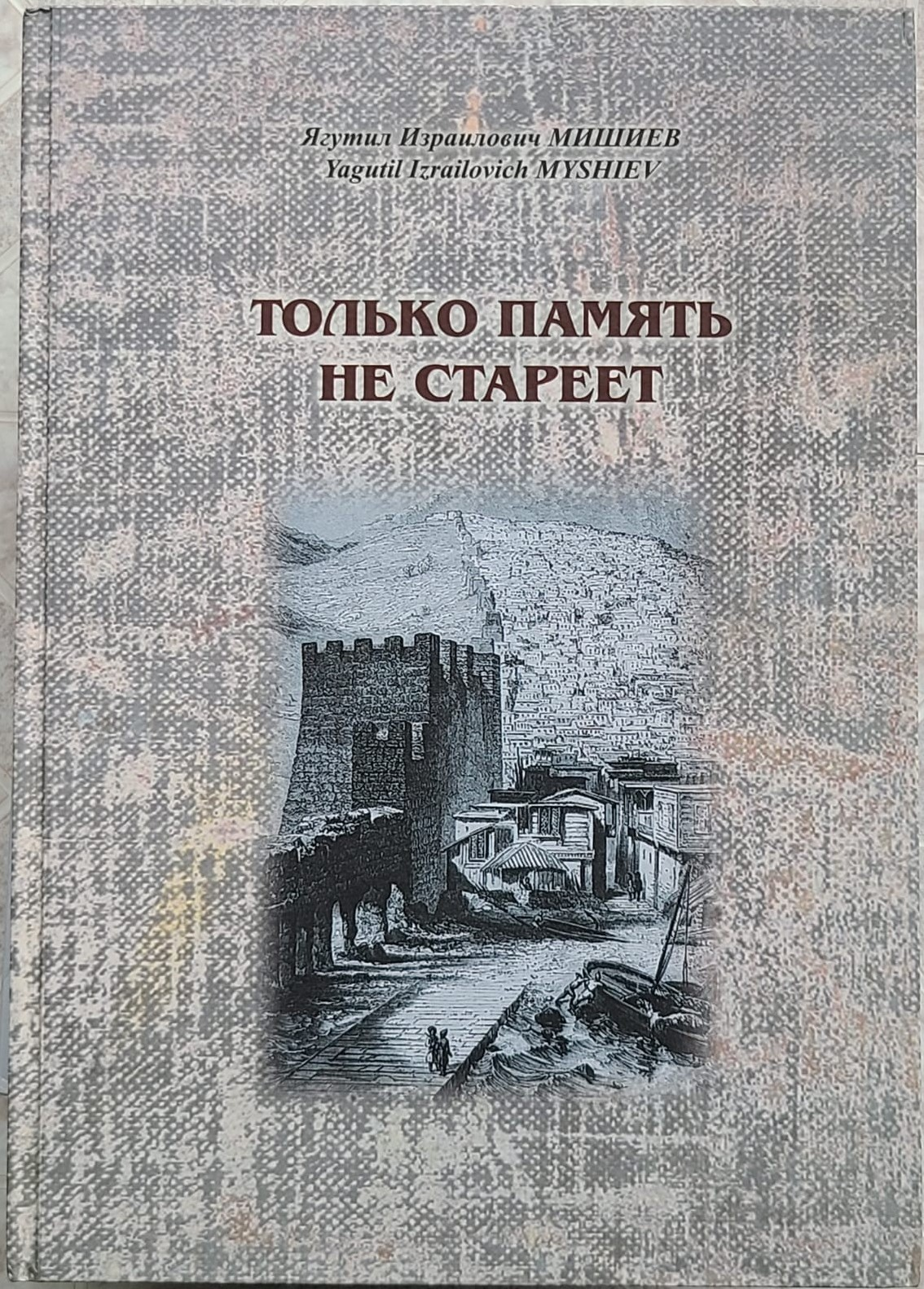
Только память не стареет (2014)
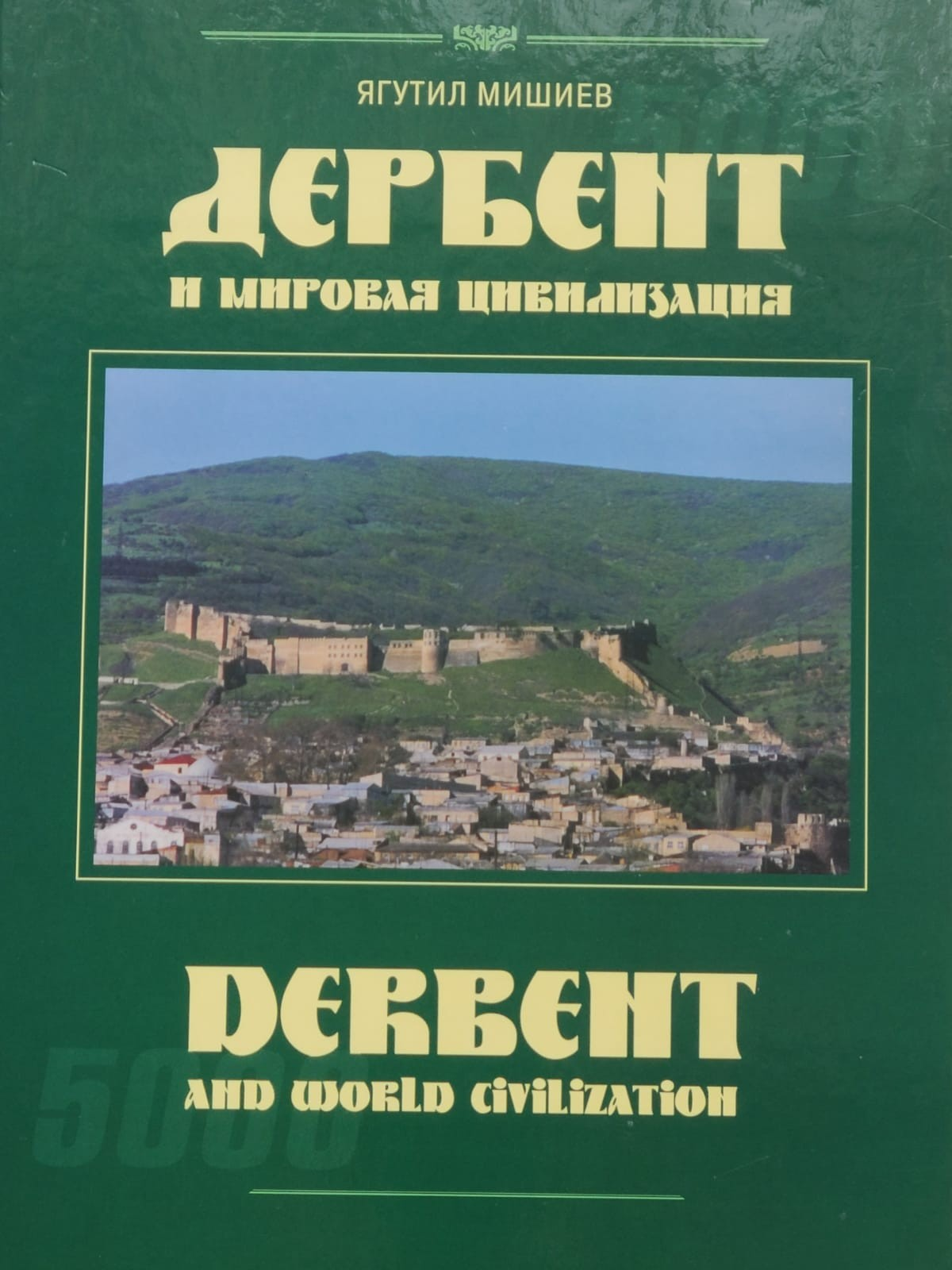
Дербент и мировая цивилизация (2005)
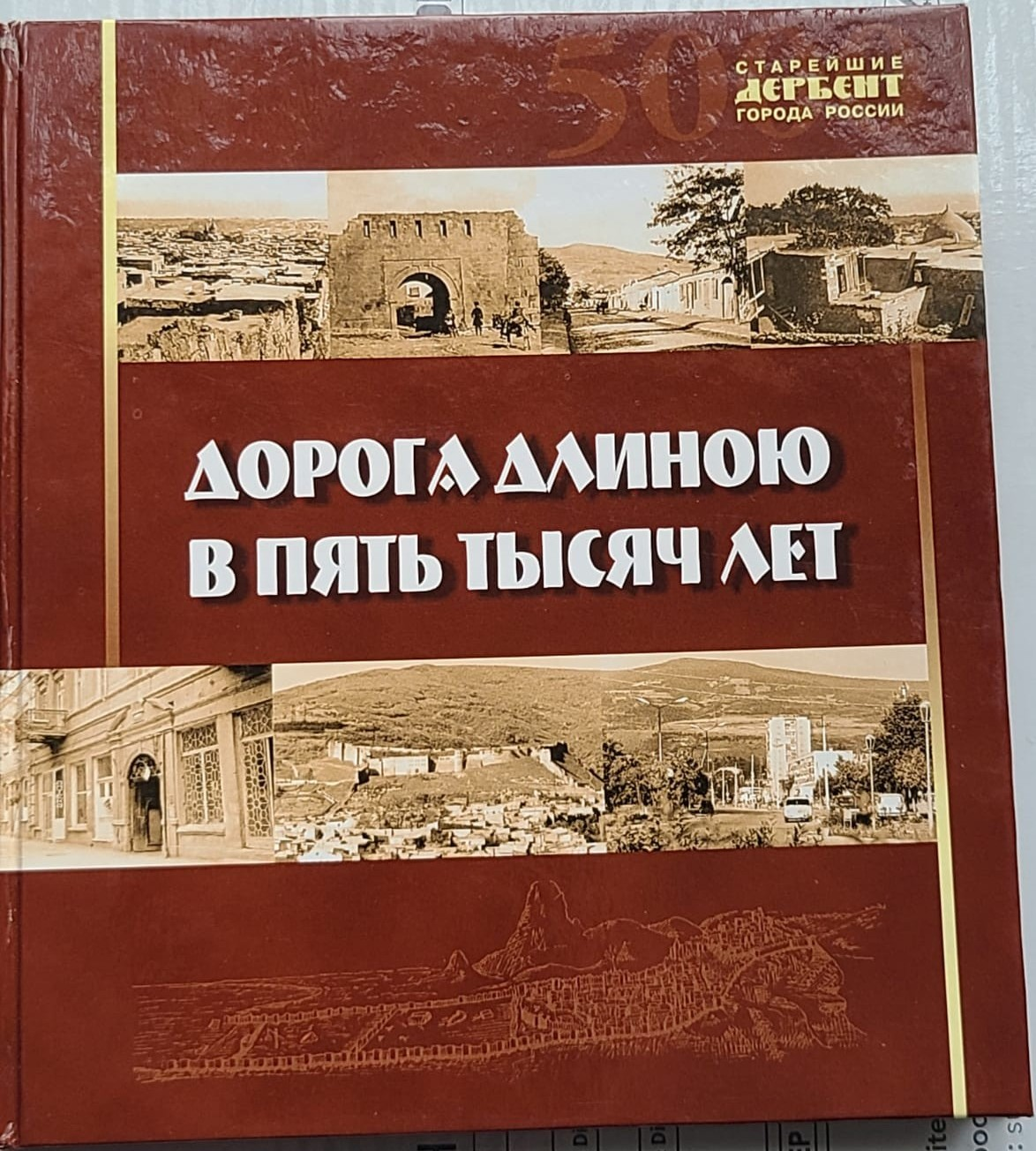
Дорога длиною в пять тысяч лет (2002)
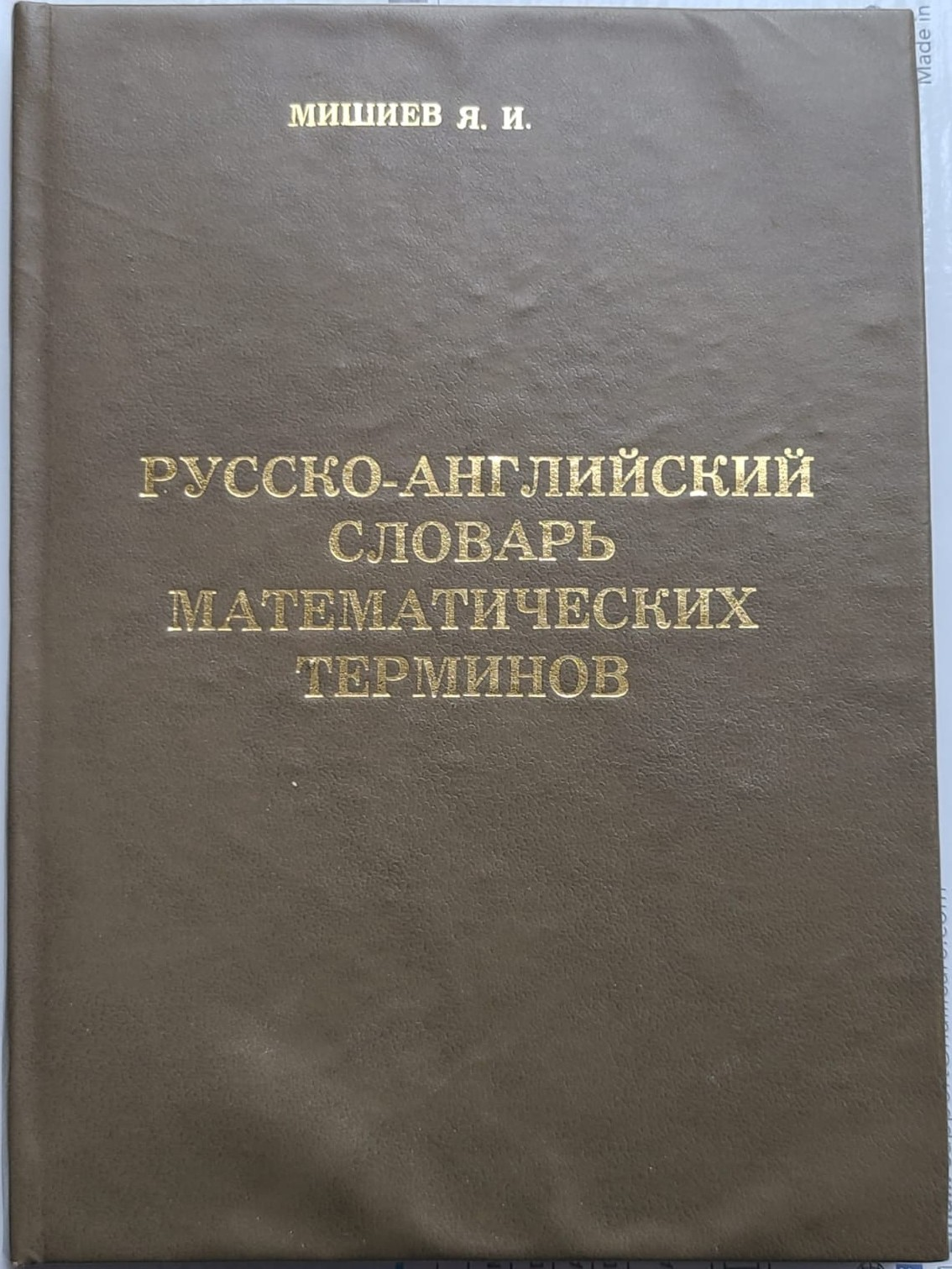
Русско-английский словарь математических терминов (1999)

## Награды
- 1967. Диплом — I степени Министерства культуры РСФСР
- 1984. Медаль «Ветеран труда»[17]
- 1992. Медаль «За доблестный труд в Великой Отечественной войне 1941—1945 гг.»[18]
- 1994. Заслуженный учитель Республики Дагестана[19]
- 1995. Юбилейная медаль «50 лет Победы в Великой Отечественной войне 1941—1945 гг.»[20]
- 1997. Заслуженный учитель Российской Федерации[21]